# Tüllinger Berg und Gleusen
Tüllinger Berg und Gleusen este o arie protejată (sit de importanță comunitară — SCI, arie de protecție specială avifaunistică — SPA) din Germania întinsă pe o suprafață de 581,86 ha, integral pe uscat.

## Localizare
Centrul sitului Tüllinger Berg und Gleusen este situat la coordonatele 47°36′38″N 7°38′10″E / 47.6106°N 7.6361°E.

## Înființare
Situl Tüllinger Berg und Gleusen a fost declarat arie de protecție specială avifaunistică în noiembrie 2007 pentru a proteja 10 specii de animale. Situl a fost protejat și ca sit de importanță comunitară în noiembrie 2007.

## Biodiversitate
Situată în ecoregiunea continentală, aria protejată nu include niciun habitat protejat.
La baza desemnării sitului se află mai multe specii protejate de  păsări (10): ciocănitoarea de stejar (Dendrocopos medius), ciocănitoare neagră (Dryocopus martius), presură bărboasă (Emberiza cirlus), șoimul rândunelelor (Falco subbuteo), Hippolais polyglotta, capîntortură (Jynx torquilla), sfrâncioc roșiatic (Lanius collurio), gaia neagră (Milvus migrans), gaia roșie (Milvus milvus), ciocănitoare verzuie (Picus canus).